# Frederik VII van Baden-Durlach
Frederik VII Magnus van Baden-Durlach (Ueckermünde, 23 september 1647 - Durlach, 25 juni 1709) was van 1677 tot 1709 markgraaf van Baden-Durlach. Hij behoorde tot het huis Baden.

## Levensloop
Frederik VII was de zoon van markgraaf Frederik VI van Baden-Durlach en Christina Magdalena van Palts-Kleeburg. In 1677 volgde hij zijn vader op als markgraaf van Baden-Durlach en bleef dit tot aan zijn dood in 1709.
Als markgraaf raakte hij betrokken bij de Negenjarige Oorlog. Toen na het einde van de oorlog in 1697 de Vrede van Rijswijk gesloten werd, kreeg Frederik VII de titel van markgraaf van Bazel. Dit was slechts een formele titel, want hij had nooit echte macht over deze Zwitserse stad. Hij nam vervolgens deel aan de Spaanse Successieoorlog als een van de aanvoerders van de keizerlijke troepen van het Heilige Roomse Rijk. Een aantal van de veldslagen in deze oorlogen werden ook in zijn regeringsgebieden gevoerd. 
In 1709 overleed hij op 61-jarige leeftijd in Durlach. Zijn zoon Karel III Willem volgde hem op als markgraaf van Baden-Durlach.

## Huwelijk en nakomelingen
Op 15 mei 1670 huwde hij in Husum met Augusta Maria van Sleeswijk-Holstein-Gottorp (1649-1728), dochter van hertog Frederik III van Sleeswijk-Holstein-Gottorp. Ze kregen volgende kinderen:
- Frederik Magnus (1672), enkele maanden na de geboorte overleden
- Frederika Augusta (1673-1674)
- Christina Sophia (1674-1676)
- Claudia Magdalena Elisabeth (1675-1676)
- Catharina (1677-1746), huwde in 1701 met graaf Johan Frederik van Leiningen-Hardenburg
- Karel III Willem (1679-1738), markgraaf van Baden-Durlach
- Johanna Elisabeth (1680-1757), huwde in 1697 met hertog Everhard Lodewijk van Württemberg
- Albertina Francisca (1682-1755), huwde in 1704 met Christiaan August van Sleeswijk-Holstein-Gottorp
- Christoffel (1684-1723)
- Charlotte Sophia (1686-1689)
- Maria Anna (1688-1689)